# Chico Anysio

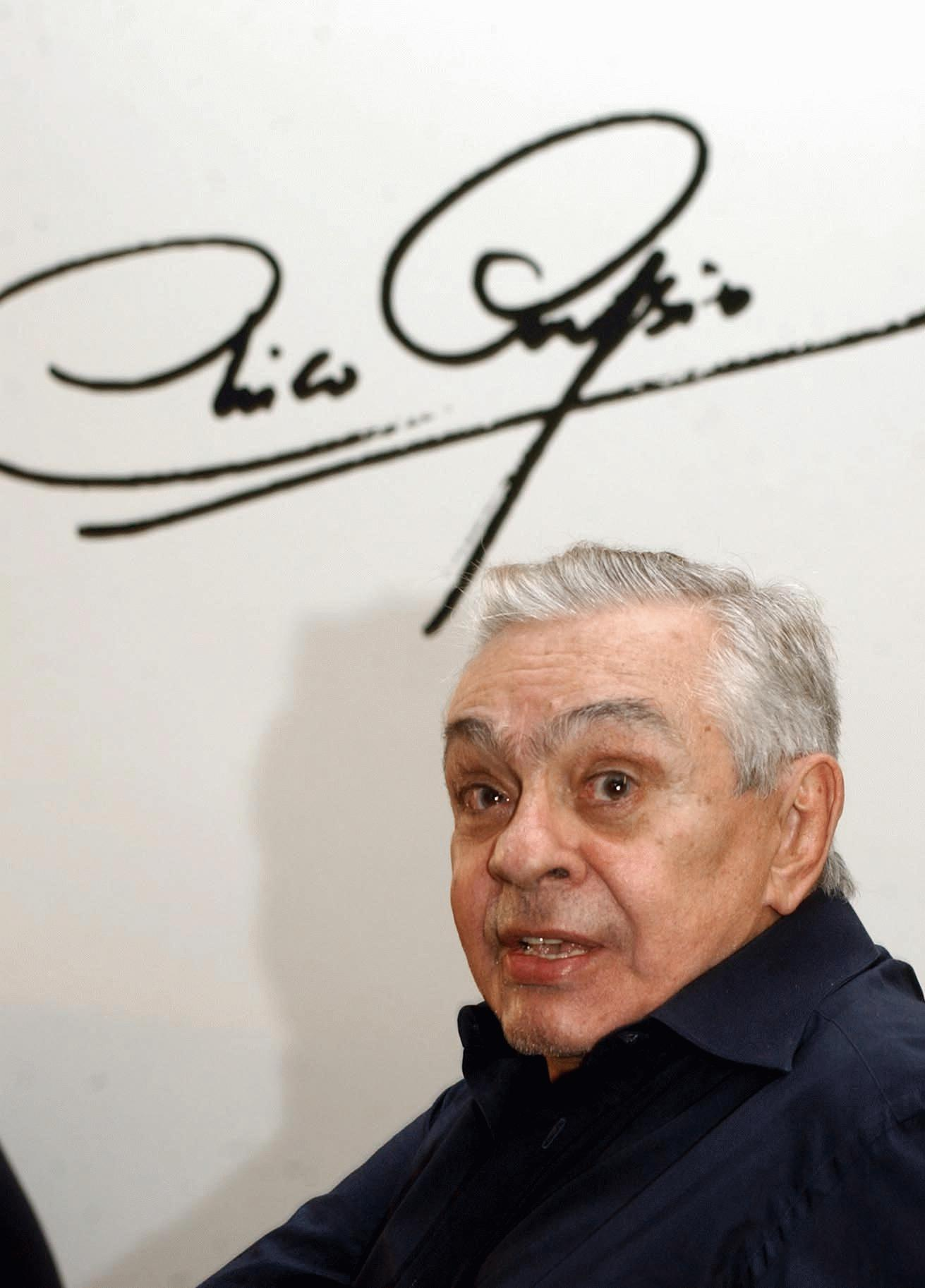
Chico Anysio, 2003

Chico Anysio, eigentlich Francisco Anysio de Oliveira Paulo Filho (* 12. April 1931 in Maranguape, Bundesstaat Ceará; † 23. März 2012 in Rio de Janeiro) war ein brasilianischer Schauspieler, Schriftsteller, Komiker und Komponist. 

## Leben
Anysio stammte aus einer Schauspieler-Familie: er ist der Bruder der Schauspielerin Lupe Gigliotti (1926–2010), Onkel des Schauspielers Marco Palmeira (* 1963) und Vater der Schauspieler Lug de Paula und Nizo Neto. Anysio war dabei mehrfach verheiratet, darunter zwischen 1992 und 1998 mit der Politikerin Zélia Cardoso de Mello, mit der er zwei Kinder hat.
Er selbst gilt immer noch als der größte Komiker Brasiliens aller Zeiten. 
Drei Wochen vor seinem 81. Geburtstag starb Chico Anysio an multiplem Organversagen in Rio de Janeiro und fand dort auch seine letzte Ruhestätte.

## Filmographie (Auswahl)
Fernsehen
- Que rei sou eu?. 1989.
- Estados Anysios de Chico City .... 1991.
- O Belo e as Feras. 1999.
- Brava Gente. 2002.
- Pé na Jaca. 2007.

Kinofilme
- Entrei de Gaiato. 1959.
- O mundo mágico dos trapalhões. 1981.
- Tieta. 1996.
- Trepa nas estrelas. 2001.
- Se eu fosse Você. 2009.